# Gisel und Ursel
Gisel und Ursel ist der Titel eines Mädchenbuches von Margarete Haller, das erstmals 1932 im Franz Schneider Verlag erschien. Auf diesen ersten Band über die eineiigen Zwillinge Gisel und Ursel folgten vier weitere, deren Titel auch jeweils mit den Namen der Titelheldinnen „Gisel und Ursel“ begannen. Die Bücher wurden nach dem Zweiten Weltkrieg wieder aufgelegt, wobei aber sowohl der Text als auch die Illustrationen Veränderungen erfuhren. Sowohl vor als auch nach dem Krieg illustrierte Lotte Oldenburg-Wittig die Bücher.

## Inhalt

### Gisel und Ursel (1932)
Die elfjährigen Zwillinge ziehen aus ihrer alten Heimatstadt nach Hamburg, wo ihr Vater, Herr Rascher, eine Buchhandlung gekauft hat. Sie leben sich schnell in der großen Stadt und der neuen Schule ein. Besonders fasziniert sind die begeisterten Schwimmerinnen von Alster und Elbe. An einem stürmischen Tag rettet Gisel einen vierjährigen Jungen, der aus einem kenternden Kanu in die Elbe gefallen ist. Als die Familie des Jungen sich später bei ihr bedankt, erfährt sie, dass der Schwimmverein „Pfeil“ zu den bekanntesten Schwimmvereinen der Stadt gehört, und beschließt, zusammen mit Ursel dort Mitglied zu werden.

### Gisel und Ursel, die beiden Glücksmädel (1933)
Für das große Wettschwimmen des Schwimmvereins „Pfeil“ können Gisel und Ursel nicht so ausgiebig trainieren, wie sie es sich wünschen, denn nachdem im Geschäft des Vaters der Laufjunge erkrankt ist, beschließen die Zwillinge, dessen Arbeit stellvertretend zu übernehmen. Von dem dabei verdienten Geld kaufen sie sich ein Lotterielos, denn unter den Hauptgewinnen winkt auch ein Rundflug über Hamburg für zwei Personen. Nachdem sie beim Schwimmwettbewerb gesiegt haben, gewinnen sie auch noch diesen Rundflug und dürfen Hamburg von oben betrachten.

### Gisel und Ursel, die beiden Sportmädel (1938)

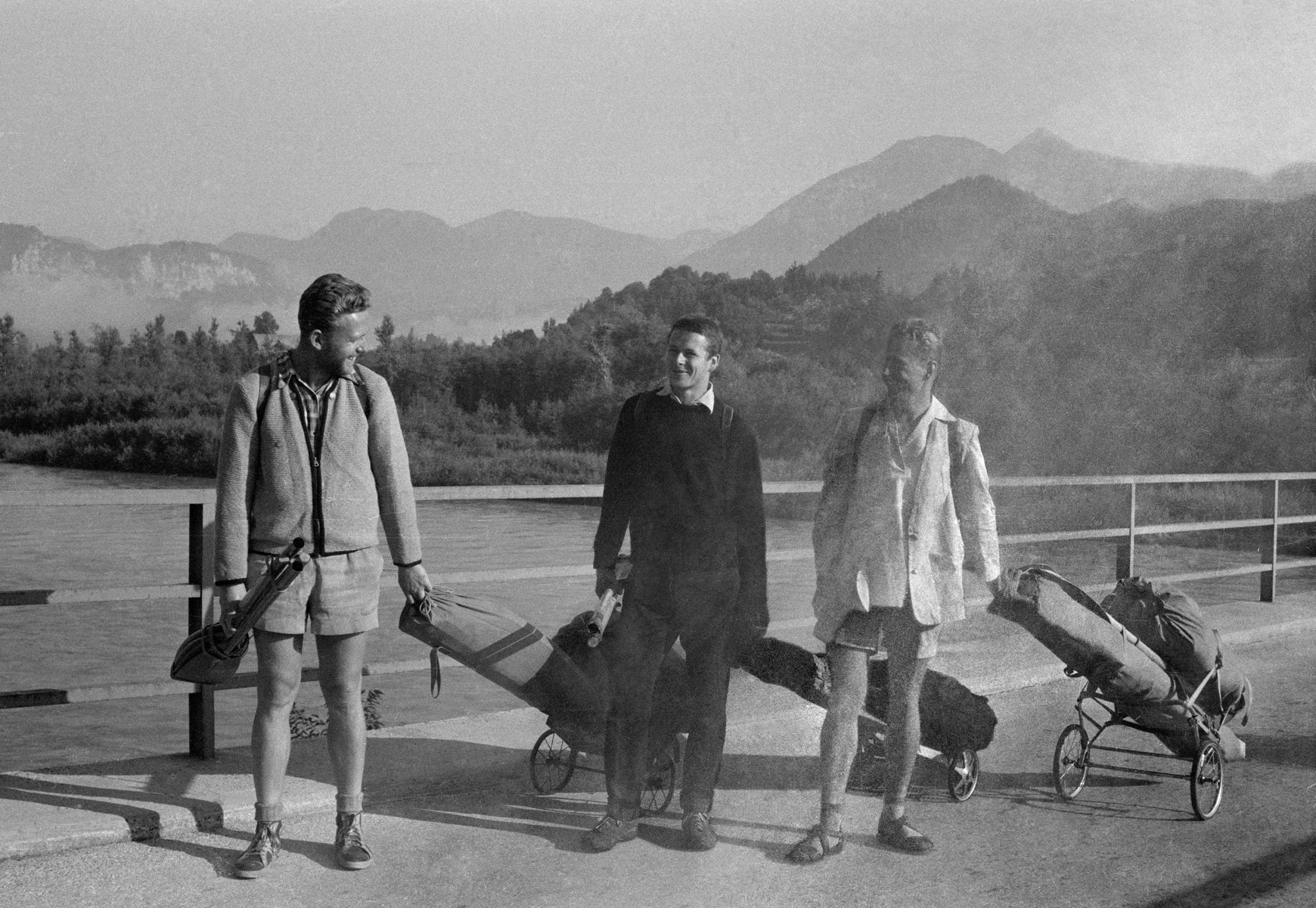
Faltboottouristen in den 1950er Jahren

Zum zwölften Geburtstag bekommen Gisel und Ursel zwei Dackel, denen sie die Namen „Blitz“ und „Donner“ geben. Ein Versuch, diese Tiere mit ins Schwimmbad zu nehmen, muss rasch aufgegeben werden. Als Gisel einmal in der Buchhandlung ihres Vaters zu Gast ist, beobachtet sie einen diebischen Kunden, der etliche Bücher in seiner Aktentasche verschwinden lässt. Von diesem unbemerkt eilt sie in das benachbarte Fleischergeschäft, von wo aus die Polizei alarmiert wird. Nachdem der Dieb festgenommen worden ist, erfährt Gisel, dass auf seine Ergreifung bereits eine Belohnung von hundert Mark ausgesetzt worden ist. Von diesem Geld kaufen sich die Zwillinge ein gebrauchtes Faltboot. Bei einem Ausflug mit Boot, Bootswagen und Dackeln geht „Donner“ verloren und taucht erst Tage später wieder auf, nachdem Herr Rascher eine Anzeige in die Zeitung gesetzt hat. Gisel und Ursel, die sich allmählich reif für ein Wettpaddeln fühlen, treten in den Faltbootverein „Hammonia“ ein und verfolgen nun das Ziel, bei dessen Sommersportfest einen Preis zu erringen.

### Gisel und Ursel auf Fahrt (1940) / Gisel und Ursel auf Ferienreise am Rhein (1951)
Mittlerweile dreizehn Jahre alt geworden, bekommen Gisel und Ursel Besuch von „Bübchen“, den Gisel einst aus der Elbe gezogen hat. Dieser berichtet, dass er mit seinen Eltern nach Boppard ziehen wird. Die Zwillinge werden für die Sommerferien dorthin eingeladen und stellen fest, dass sie sich allmählich mit zu vielen Freizeitaktivitäten verzetteln und auf diese Weise das Geld für die Fahrt nicht zusammenbringen können. Daher beschließen sie, das Faltbootfahren vorläufig aufzugeben, was ihrer Konkurrentin aus dem Verein, Irmgard Krause, sehr gelegen kommt. Doch dann erfährt sie, dass die Zwillinge beim Anfangswettpaddeln im Sommer doch noch teilnehmen wollen. Bei diesem Wettpaddeln soll der Startschuss schon vor dem Aufbauen der Faltboote fallen, weshalb die Zwillinge von nun an systematisch üben, ihr Boot möglichst schnell zusammenzusetzen. Eine Woche vor dem Wettbewerb findet ein großes Wettüben statt. Dabei müssen die Zwillinge feststellen, dass ihnen ein Spant fehlt. Ursel kommt zu dem Schluss, dass dieses Bootsteil von Irmgard Krause, die das Bootshaus tags zuvor nach ihnen verlassen hat, gestohlen worden sein muss. Später besucht Irmgard die Zwillinge zu Hause und gibt reuevoll zu, dass sie das Bootsteil tatsächlich entwendet hat. Beim Wettpaddeln gewinnen dann die Zwillinge; Irmgard und ihre Partnerin belegen den zweiten Platz. Vater Rascher schenkt seinen Töchtern das Fahrgeld nach Boppard unter der Bedingung, dass sie auf Weihnachts- und Geburtstagsgeschenke diesmal verzichten. Über Köln, wo sie in der Jugendherberge übernachten und anderntags Dom und Stadt besichtigen, fahren Gisel und Ursel nach Boppard und werden dort von ihren Gastgebern zu den umliegenden Sehenswürdigkeiten begleitet.

### Gisel und Ursel auf eigenen Wegen (1955)
In der Buchhandlung ihres Vaters unterhält sich Gisel mit Herrn Firnhaber, einem Vertreter aus Bayern. Dieser fragt sie nach einer Gastfamilie für seinen vierzehnjährigen Sohn Florian, der gerne seine Ferien in Hamburg verbringen will. Flugs beschließt Gisel, als Austauschkind für diesen Florian nach Wiessee am Tegernsee zu fahren. Auf diese Weise erhält Ursel einen Ferienbruder, dem sie die Attraktionen Hamburgs zeigt, während Gisel sich in Bayern mit Florians jüngerem Bruder Sepp anfreundet und die touristischen Höhepunkte seiner Heimat kennenlernt. Im nachfolgenden Jahr sollen die Kinder dann in umgekehrter Richtung ausgetauscht werden.

## Ausgaben und Veränderungen
Margarete Hallers Bücher erreichten Millionenauflagen; die Gisel-und-Ursel-Bände gehören zu ihren bekanntesten Büchern. Sie wurden bis in die 1980er Jahre immer wieder aufgelegt, wobei sich z. T. die Titel änderten. So erschien 1940 Gisel und Ursel auf Fahrt, ein Titel, der offenbar später so nicht mehr erwünscht war. Spätere Auflagen des Buches trugen den Titel Gisel und Ursel auf Ferienreise am Rhein.
Sammelbände trugen etwa die Untertitel ... die lustigen Zwillinge oder ... auf frohen Fahrten. Häufig ist in den Bänden des Franz Schneider Verlags nur die Auflage, aber kein Erscheinungsjahr angegeben.

### Thorn und Neustadt

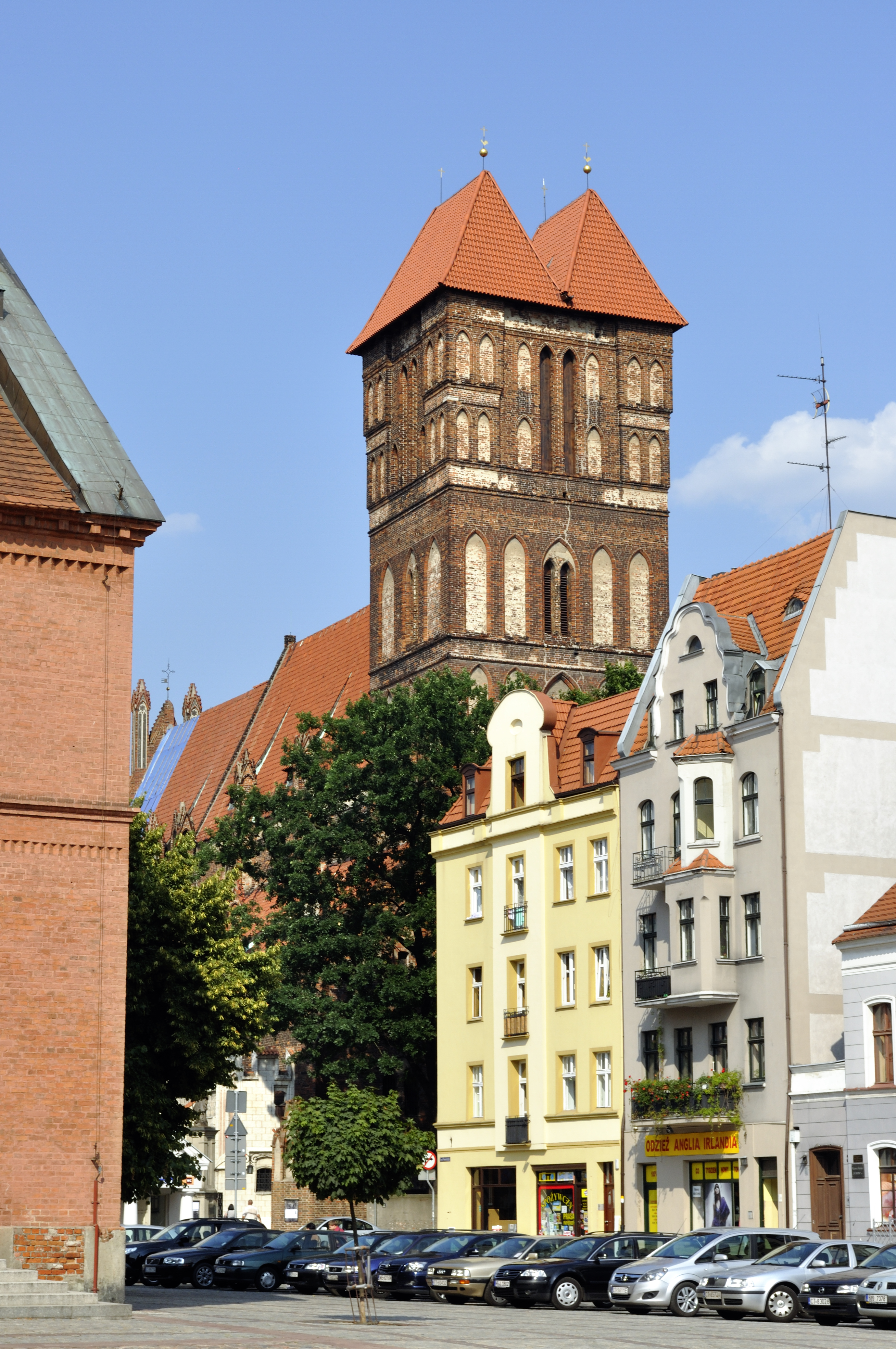
Thorn, ein Motiv, das in den Vorkriegsillustrationen noch auftauchte

In der Nachkriegszeit erschienen die Bücher in überarbeiteter Form; auch die Illustrationen wurden aktualisiert. So wurde etwa der Geburtsort der Zwillinge in den Nachkriegsausgaben mit dem Allerweltsnamen „Neustadt“ versehen, während ursprünglich Thorn explizit erwähnt worden war. Einzelne Eigenschaften Thorns wurden dabei auch auf Neustadt übertragen, so die 700-jährige Stadtgeschichte und die Schlossruine, die auch in den Nachkriegsausgaben noch zu Beginn des ersten Bandes erwähnt werden, als die Zwillinge einen Abschiedsspaziergang durch ihre alte Heimat machen. Der Text ist an dieser Stelle gegenüber der ursprünglichen Version allerdings gekürzt, in der mehrere Attraktionen Thorns aufgezählt werden: das Rathaus, der Marktplatz mit Kopernikusdenkmal, der Dansker, der Junkernhof und die Schlossruine.
In der Vorkriegsversion von Gisel und Ursel, die beiden Glücksmädel wird über mehrere Seiten auf die Geschichte Thorns eingegangen, als die Zwillinge nach ihrem Sieg im Schwimmwettbewerb gefragt werden, warum sie ihre alte Heimat verlassen haben. Unter anderem ist dort zu lesen: „Warum?“ sagt Ursel. „Na, das könnt ihr euch doch denken! Als Thorn polnisch wurde, mochten wir nicht mehr dableiben. Wir sind doch Deutsche!“ Voller Stolz kommen die Worte heraus. Und die anderen schauen alle mit großen Augen auf die beiden, die mit leuchtendem Blick ihr Deutschtum verkünden. Die Szene entwickelt sich zu einer pathetischen Schilderung der Vorgänge aus dem Jahr 1920, als Thorn polnisch wurde, bis zu einem Moment, in dem Gisel die Tränen in die Augen treten und plötzlich die ganze Gesellschaft anfängt, Deutschland, Deutschland über alles zu singen. Auf der Illustration zu dieser Passage ist unter anderem eine Thorner Kirche zu erkennen, während die Nachkriegsausgabe die Zwillinge mit ihren Wettbewerbspreisen, einem Bademantel und einer Badekappe, ins Bild setzt. Der Text über ihre Heimat ist aus der jüngeren Ausgabe komplett verschwunden; stattdessen wird das Kapitel, das offenbar die gleiche Länge behalten sollte wie in der älteren Version, durch eine Szene abgeschlossen, in der Gisel und Ursel, als alte Leute verkleidet, sich vom Bootssteg vor dem Lokal ins Wasser fallen lassen und damit die Gesellschaft zum Lachen bringen.

### Bismarckdenkmal

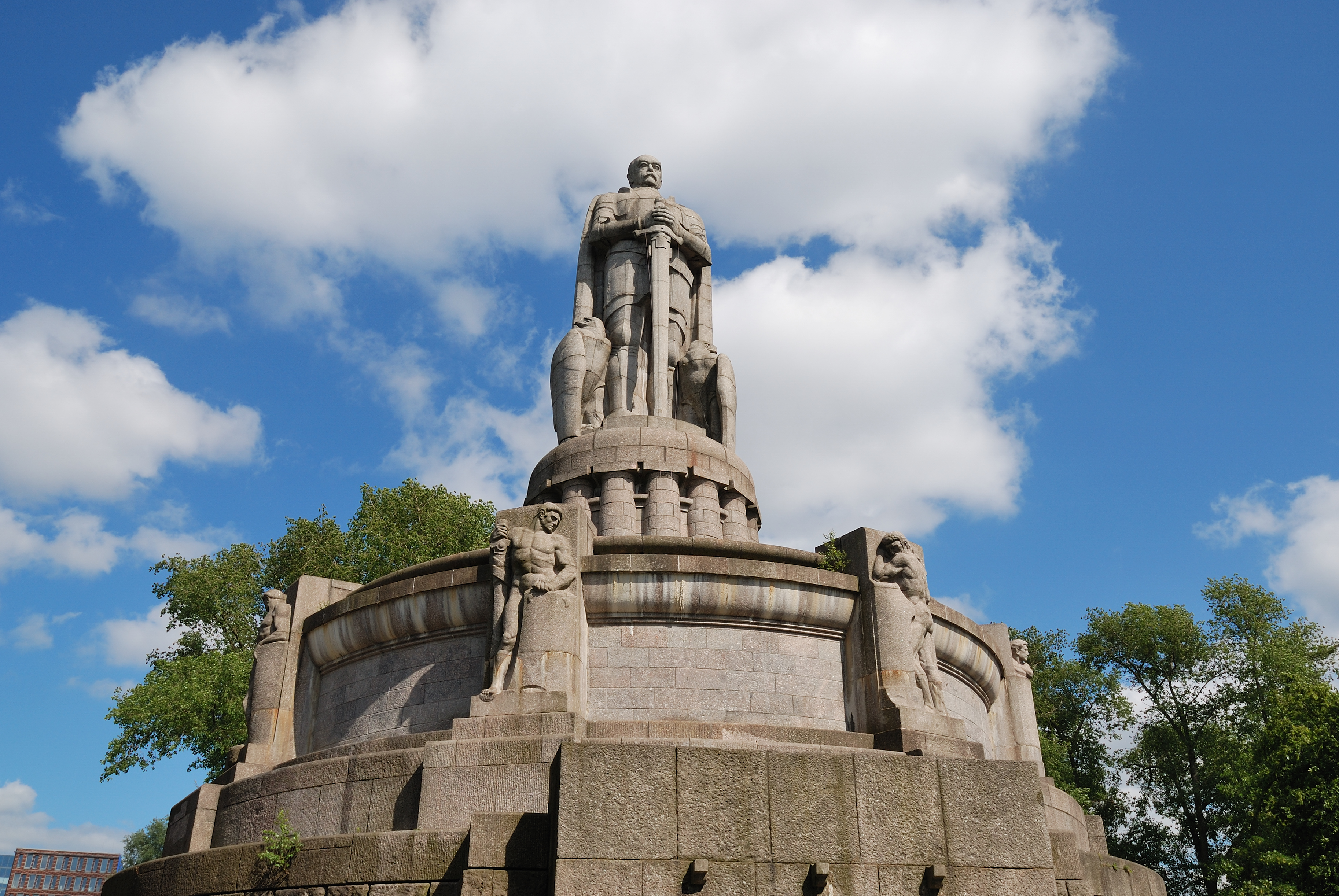
Das Hamburger Bismarckdenkmal

Stark zusammengekürzt ist auch eine Szene aus dem Stadtbummel, den Gisel und Ursel unternehmen, bevor sie sich entscheiden, sich das Lotterielos zu kaufen: Auf gut Glück nehmen sie die erste Straßenbahn, die an der Haltestelle erscheint, und fahren in die Hafengegend. Dort fährt die Bahn mit einem Ruck um eine Ecke und plötzlich wird – in der Vorkriegsausgabe – das riesengroße Bismarckdenkmal vor ihren Augen sichtbar – von Lotte Oldenburg-Wittig in einer ganzseitigen Illustration dargestellt. In der jüngeren Ausgabe dagegen ist das nur noch ein riesengroßes Denkmal. Dementsprechend gekürzt ist auch eine Passage aus der früheren Version des Buches, in der dieses Denkmal geschildert wird: Auf einem Riesensockel erhebt sich die mächtige Gestalt des Kanzlers. Hocherhobenen Hauptes schaut er in die Ferne. Seine Hände ruhen kraftvoll auf einem großen Schwert, und ihm zu Füßen hocken zwei mächtige Adler, die scheinbar nur darauf warten, von ihm ausgesandt zu werden. In der späteren Ausgabe ist diese Schilderung auf folgenden Satz zusammengekürzt: Auf einem Riesensockel erhebt sich die mächtige Gestalt Bismarcks; erhobenen Hauptes schaut er in die Ferne. Auch Ursels Antwort auf Gisels Bemerkung, so ein großes Denkmal habe sie noch nie gesehen, fehlt in der jüngeren Ausgabe. Im ursprünglichen Text erklärt sie, so etwas bekomme ja auch nicht jeder, aber Bismarck habe es wahrhaftig verdient.

### Flugzeuge
Wurden die Texte an derartigen Stellen offenkundig entpolitisiert, so fand an anderen wohl eine Modernisierung statt, um die Leserschaft nicht durch Anachronismen zu irritieren: Auf dem Flughafen etwa beobachten Gisel und Ursel, wie sich ein Flugzeug zum Start bereit macht. Erst fährt es langsam auf zwei Rädern, gerade wie ein Wagen, im weiten Bogen auf die Wiesen hinaus, während das hintere Flugzeugende auf dem Erdboden nachschleppt. Und dann hebt es sich plötzlich, heißt es im ursprünglichen Text. Dagegen lautet die modernisierte Version: Erst rollt es langsam auf Rädern im weiten Bogen auf die Startbahn hinaus, und dann hebt es sich plötzlich in die Luft.
Dementsprechend ändert sich auch das Innere des Flugzeugs, mit dem die Zwillinge ihren Rundflug absolvieren. Dann kommen sie in eine kleine Kajüte, die genau so eingerichtet ist wie ein Eisenbahnabteil zweiter Klasse. An jeder Seite ist eine gepolsterte Bank, und die Wände hinter den Bänken bestehen ganz aus Fenstern. Da kann man wenigstens ordentlich hinausgucken – und dann auch noch einige Handvoll Papierschnipsel aus dem Fenster werfen, die Ursel vorsorglich zu diesem Zweck mitgenommen hat. Davon kann in der späteren Ausgabe nicht mehr die Rede sein. Dann kommen sie in eine Abteilung, die genau so eingerichtet ist wie ein großes Eisenbahnabteil zweiter Klasse. An jeder Seite stehen gepolsterte Sitze, immer für zwei Personen nebeneinander in langer Reihe. Die Wände haben große Fenster, da kann man wenigstens ordentlich hinausgucken. Aus den Fenstern hinausgeworfen wird in der Nachkriegsausgabe nichts mehr. Entsprechend verändert sind auch die Illustrationen zu dem Rundflugkapitel.

## Nachwirkung
Die Bücher verkauften sich gut, doch Margarete Haller soll einmal erklärt haben, dass die Leserzuschriften ihre einzige Kritik seien. 1973 berichteten die Schleswiger Nachrichten über die Rettung eines Kindes vor dem Ertrinken. Die Lebensretterin schrieb damals an die Autorin von Gisel und Ursel, sie habe sich an deren Schilderung von Bübchens Rettung gehalten.